# DIN 1451
Il DIN 1451 è un carattere tipografico senza grazie, definito dall'omonima norma dell'Istituto tedesco per la standardizzazione (DIN).
Viene utilizzato nei segnali stradali tedeschi.